# 白血球

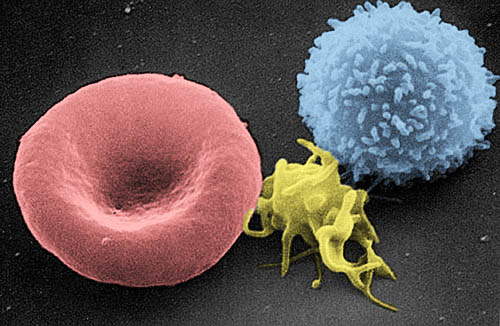
从左至右依次为红血球、樹突型血小板，白血球（淋巴細胞）

白血球（white blood cell）又稱白細胞（leukocyte）、免疫细胞（immune cell，immunocyte），是免疫系统的细胞，参与保护身体抵抗传染病和外来入侵者。“白血球”最早在血液中发现而得名，是血液中重要的血细胞之一；其后在淋巴组织及其他组织中都有发现，而称“白細胞”。除白血球外，人体血液中还含有紅血球、血小板和血浆。白血球雖命名「白」，但其實際上是无色的。白血球存在于血液、淋巴系统、脾，扁桃体以及身体的其他组织。
另一术语炎症细胞（inflammatory cell）或炎性细胞，是参与炎症反应的各种细胞。狭义上指白细胞，广义上则除白细胞外，亦含盖一些组织固定细胞，如肥大细胞、内皮细胞等。
白血球是免疫系统的一部分，帮助身体抵抗传染病以及外来的东西。白血球可以由骨髓的造血幹細胞產生。白血球有核，能作变形运动，正常情况下白血球在健康成人体内的濃度为每升血液4×109到11×109個。白血球作为免疫细胞，在机体发生癌症或其他疾病时，血液内的白血球总数或细胞分类百分比可有变化。由於白血球的异常增生失去控制而引起的一种恶性疾病稱為白血病。

## 白细胞种类

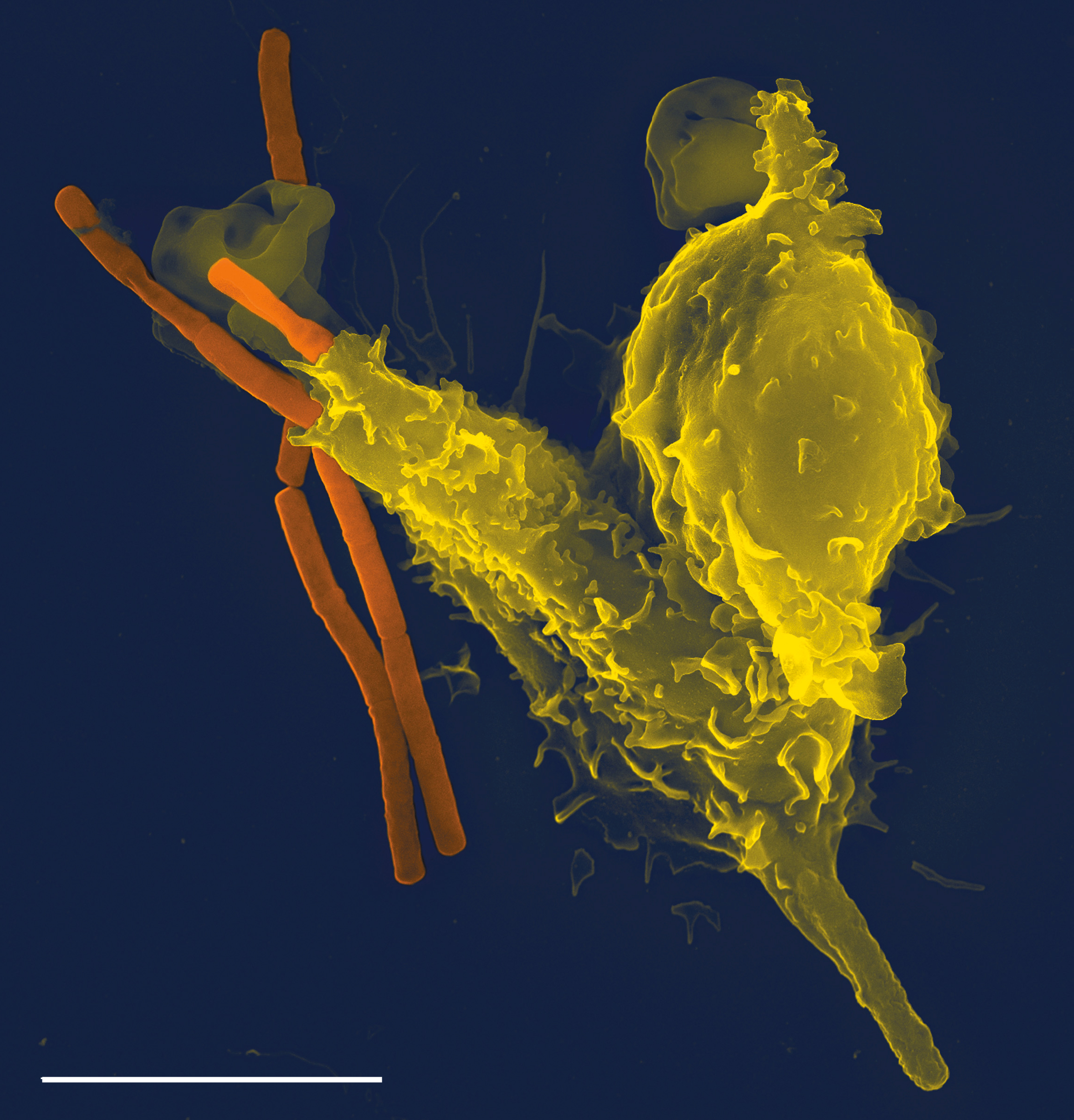
扫描型电子显微镜照片。嗜中性白细胞吞噬炭疽杆菌。颜色为图像处理时着色，真正的是没有颜色的

### 粒细胞
粒细胞的細胞質中含有若干微小囊性颗粒，颗粒中则贮有多种酶。按照颗粒的染色性质可分为：
- 中性粒细胞：佔白血球總數70～80%，當有發炎反應時是第一個主動來參與的細胞。
- 嗜酸性粒细胞：可協助身體對抗引起過敏的過敏原，亦具有吞噬能力。
- 嗜碱性粒细胞：嗜鹼性白血球主要引發過敏反應，釋放組織胺並造成平滑肌收縮、血管舒張等等。

### 无粒白细胞
- 淋巴细胞：通常存在于淋巴系统中。血液中含有三种类型的淋巴细胞：B细胞、T细胞和自然杀伤细胞。B细胞為可以產生约束病原体的抗体。CD4+ T细胞配合免疫应答。CD8+ T细胞（细胞毒素）和自然杀伤细胞可以杀灭被病毒感染的体细胞。
- 单核细胞：在血液中是一個小小的單核細胞，然而一旦離開血管後，會轉變成為巨噬細胞，可隨時吞噬大量細菌。單核球拥有中性粒细胞的“清理”功能，但是它比中性粒细胞活得更长，因为它们担负有其他的责任。单核细胞以及巨噬细胞向T细胞传递病原体的抗原片断使得病原体能够再次被识别和杀灭或加速身体的免疫应答。

### 幼稚白细胞
幼稚白细胞（immature leukocyte）是未成熟的白细胞，一般特指在外周血中发现的未成熟白细胞。在正常情况下，外周血几乎无幼稚白细胞，一旦发现，应考虑有炎症、感染、骨髓增殖性肿瘤、白血病，以及其他影响骨髓的疾病，但是也可发现于怀孕期间或类固醇的使用。

### 定居的白细胞
- 组織细胞（英语：Histiocyte）：属于单核吞噬细胞系统的一员，是定居于组织中的巨噬细胞、樹突狀細胞、兰氏细胞，它们存在于非血液中。
  - 巨噬细胞：由單核球轉變而來。能捕捉並消滅細菌之類的異物，還會找出該異物抗原、免疫的情報，同時會分解死掉的細菌和細胞。
  - 樹突細胞。
- 肥大细胞。
- 微膠细胞。

### 整體表
| 類型       | 微觀外觀 | 插圖 | 在人類中大約所占比重（%） 參見： Blood values | 直徑（μm） | 主要目標 | 細胞核       | 顆粒             | 生命週期                                     |
| ---------- | -------- | ---- | --------------------------------------------- | ---------- | --- | ------------ | ---------------- | -------------------------------------------- |
| 嗜中性球   |          |      | 54-62                                         | 12-15      | - 細菌 - 真菌 | 3-5葉        | 细小，模糊的粉色 | 在血液中約6小時至數天 （數天在脾和其他組織） |
| 嗜酸性球   |          |      | 1-6                                           | 12-15      | - 寄生蟲 - 過敏反應 | 2葉          | 着色后为粉至橘色 | 在血液中約6小時至數天 （數天在脾和其他組織） |
| 嗜鹼性球   |          |      | <1                                            | 9-10       | - 過敏反應 - 寄生蟲 | 2-3葉        | 大而蓝           | 在血液中約6小時至數天 （數天在脾和其他組織） |
| 淋巴細胞   |          |      | 25-33                                         | 8-10       | - B細胞：各種病原體 - T細胞 - CD4+（輔助T細胞）：胞內感染病菌 - CD8+（胞殺T細胞）：病毒感染和腫瘤細胞 - γδ T细胞： - 自然殺手細胞：病毒-病毒感染和腫瘤細胞. | 染深色；奇異 | 只限自然殺手細胞 | 幾週至數年                                   |
| 單核球     |          |      | 2-10                                          | 14-17      | 多方面 | 类肾脏型     | 沒有             |                                              |
| 巨噬細胞   |          |      |                                               | 21（人类） | 多方面 |              | 沒有             | 數天                                         |
| 树突状细胞 |          |      |                                               |            | 主要功能是作为抗原呈递细胞（APC）来激活T细胞 |              | 沒有             | 与巨噬细胞类似                               |